# General Grievous
General Grievous er droidehærens næstkommanderende i Klonkrigen i Star Wars-universet. Men på trods af at Klonkrigen begynder i Attack of the Clones, er han kun med i Revenge of the Sith. Grievous har dog også en rolle i tegnefilmen og serien the Clone Wars.
General Grievous er en cyborg, han har kun sine øjne og nogle indre organer, resten mistede han i et flystyrt. Han er født på planeten Kalee. Han har fire arme. Hans lyssværd er noget han har stålet fra jedier, som han har dræbt. General Grievous fly ved navn Malevolence blev tilintetgjort, men han selv flygtede i sit private fly Soulless.